# Cap des Trois Fourches
Cap des Trois Fourches är en udde i Marocko. Den ligger i regionen Oriental, i den nordöstra delen av landet, 400 km öster om huvudstaden Rabat. Den spanska exklaven Melilla ligger på halvön.